# Mardiyanto
 (novembre 2019).
Mardiyanto (né le 21 novembre 1946) est un général et homme politique indonésien, gouverneur du Java central de 1998 à 2007 et ministre des Affaires intérieures de 2007 à 2009.